# Chiloglanis sp. nov. 'Kerio'
Chiloglanis sp. nov. 'Kerio' là một loài cá trong họ Mochokidae. Đây là loài đặc hữu Kenya. Môi trường sinh sống tự nhiên của nó là sông.